# Três Lagoas (microregio)
Três Lagoas is een van de elf microregio's van de Braziliaanse deelstaat Mato Grosso do Sul. Zij ligt in de mesoregio Leste de Mato Grosso do Sul en grenst aan de microregio's Alto Taquari, Campo Grande, Cassilândia, Nova Andradina, Paranaíba, Dracena (SP), Jales (SP), Presidente Prudente (SP). De microregio heeft een oppervlakte van ca. 50.495 km². In 2009 werd het inwoneraantal geschat op 143.441.
Vijf gemeenten behoren tot deze microregio:
- Água Clara
- Brasilândia
- Ribas do Rio Pardo
- Santa Rita do Pardo
- Três Lagoas

Mesoregio's: Centro-Norte de Mato Grosso do Sul · Leste de Mato Grosso do Sul · Pantanal Sul Mato-Grossense · Sudoeste de Mato Grosso do Sul

Microregio's: Alto Taquari · Aquidauana · Baixo Pantanal · Bodoquena · Campo Grande · Cassilândia · Dourados · Iguatemi · Nova Andradina · Paranaíba · Três Lagoas